# Automatické hradlo
Automatické hradlo je v Česku a na Slovensku obousměrné traťové zabezpečovací zařízení sloužící k řízení jízd vlaků mezi stanicemi. Zařízení znemožňuje postavit odjezdové návěstidlo do polohy dovolující jízdu vlaku pokud nemá výpravčí přijat traťový souhlas a zároveň není volný přilehlý prostorový oddíl.
Automatické hradlo se zřizuje pro zabezpečení jízd v mezistaničním oddílu, nebo ve dvou traťových oddílech. Činnost oddílového návěstidla je automatická. Význam návěsti stůj je u automatického hradla absolutní. Vjezdová i oddílová návěstidla většinou mají samostatnou předvěst. Odjezdová, resp. oddílová, návěstidla většinou nepředvěstí následující návěstidlo ve směru jízdy.
Automatické hradlo se zřizuje na tratích, kde není provozně účelné zřídit automatický blok, který je náročnější jak na údržbu, tak na pořizovací náklady. Délka mezistaničního úseku může být v řádu desítek kilometrů.
Volnost prostorových oddílů se zjišťuje kolejovými obvody, nebo počítači náprav. Kolejové obvody jsou poměrně nákladné na provoz a proto jsou u novějších konstrukcí nahrazovány počítači náprav. Jejich náklady na provoz tvoří zlomek z nákladů u kolejových obvodů.
Automatické hradlo, jakožto zabezpečovací zařízení III. kategorie, je často zřizováno v oblastech s dálkovým ovládáním zabezpečovacího zařízení. Zejména na tratích s malým provozem a na tratích, které zaúsťují do takovýchto oblastí.

## Historie
První automatické hradlo v Československu bylo nasazeno v roce 1986. Jednalo se o zařízení typu AH 83 nasazené v hradle Řípec v úseku Soběslav - Veselí nad Lužnicí.